# Dimitrowci
Dimitrowci (bułg. Димитровци) – wieś w Bułgarii, w obwodzie Wielkie Tyrnowo, w gminie Wielkie Tyrnowo. W 2024 roku liczyła 29 mieszkańców.